# 프랑수아 오맘비크
프랑수아 오맘비크(프랑스어: François Omam-Biyik, 1966년 5월 21일 ~ )는 카메룬의 은퇴한 축구 선수이자 현 축구 지도자로 현역 시절 공격수로 활약했으며 2019년부터 현재까지 카메룬 축구 국가대표팀의 수석 코치를 맡고 있다.

## 선수 시절

### 클럽
1986년 카농 야운데에서 데뷔한 이후 2000년 선수에서 은퇴할 때까지 14년동안 프랑스(스타드 라발루아, 스타드 렌, AS 칸, 올랭피크 드 마르세유, RC 랑스, LB 샤토루), 멕시코(클루브 아메리카, 베나도스 FC, 아틀란테 FC, 푸에블라 FC), 이탈리아(UC 삼프도리아) 등의 여러 프로팀에서 활동했다.

### 국가대표팀
1986년 카메룬 국가대표팀에 첫 합류한 후 1990년 FIFA 월드컵 개막전에서 선제골이자 결승골을 터뜨리며 디펜딩 챔피언이자 우승 후보인 거함 아르헨티나를 쓰러뜨렸고 이 승리를 기반으로 카메룬은 승승장구하며 아프리카팀으로는 사상 최초로 월드컵 8강에 오르는 기염을 토했다.
그 후 1992년 아프리카 네이션스컵 본선에도 출전하여 팀의 4강 진출에 일조했으나 2년 후 열린 1994년 FIFA 월드컵 본선에서는 브라질, 스웨덴, 러시아를 상대로 졸전을 거듭한 끝에 1무 2패·B조 꼴찌로 조별리그에서 탈락했고 대회 순위에서도 24팀 중 22위라는 처참한 성적표를 받아들여야만 했다.
이후 1998년 FIFA 월드컵 본선에서는 팀의 주장으로 출전하였지만 전 대회 준우승국인 이탈리아, 1962년 FIFA 월드컵 3위팀인 칠레, 1954년 FIFA 월드컵 3위팀인 오스트리아를 상대로 2무 1패·B조 꼴찌에 머무르며 2대회 연속 조별리그 탈락의 고배를 마셨으며 1998년 월드컵이 끝난 후 국제 A매치 통산 63경기 12골의 기록을 남기고 국가대표팀 유니폼을 반납했다.

## 국가대표팀 이력
- 1990년 FIFA 월드컵 국가대표
- 1992년 아프리카 네이션스컵 국가대표
- 1994년 FIFA 월드컵 국가대표
- 1996년 아프리카 네이션스컵 국가대표
- 1998년 FIFA 월드컵 국가대표

## 수상
카메룬
- 1992년 아프리카 네이션스컵 4위